# Leavitt Bulldog
El Leavitt Bulldog es una raza de perros de origen norteamericano, idealizada y desarrollada por David Leavitt, que pretendía recrear el antiguo bulldog inglés de trabajo. La raza es registrada por la Leavitt Bulldog Association (LBA).

## Historia

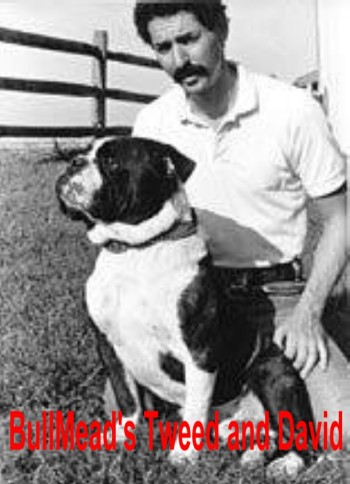
David Leavitt con el perro BullMead's Tweed, uno de los perros utilizados en el proyecto.

Con la intención de volver a crear el antiguo (y extinto) bulldog inglés de trabajo del tipo Philo Kuon, David Leavitt inició su proyecto de creación en 1971 cruzando varias razas descendientes del antiguo perro. Leavitt utilizó un método de reproducción para ganado desarrollado por la Universidad Estatal de Ohio. La "fórmula" final de los cruzamentos que generaron la raza consistió en perros: 1/2 Bulldog inglés, 1/6 Bulldog americano, 1/6 Pit bull y 1/6 Bullmastiff. Leavitt tuvo el cuidado en hacer el rayo-x de todos los perros que utilizó en el proyecto, para evitar transmisión de displasia de cadera. El resultado fue una raza atlética que se parece con los buldogues de 1820, pero que también posee un temperamento más amigable.

### Cambio del nombre
El Leavitt Bulldog fue desarrollado por el creador David Leavitt, que originalmente había nombrado la raza como Olde English Bulldogge (OEB). Sin embargo, en 2005 renombró sus perros como Leavitt Bulldog, con la intención de distanciar su creación de otras que estaban utilizando el nombre original de forma indebida, y produciendo ejemplares de baja calidad y de origen dudable, teniendo como foco sólo la apariencia física exagerada.
Sobre este asunto, David Leavitt declaró formalmente:
```

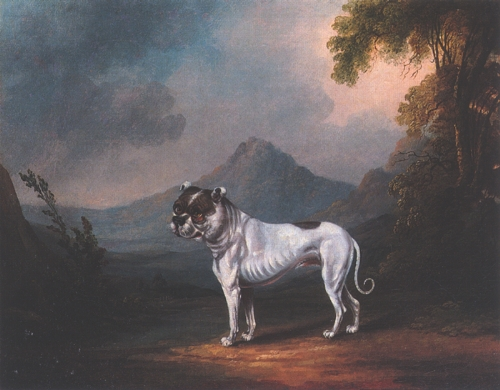
Ball, buldogue del estándar Philo kuon. Anterior a 1871.

“El gran motivo para querer cambiar el nombre de la raza es que hoy hay más OEB falsos que verdaderos, y la mayoría de estos perros no tienen la apariencia del antiguo bulldog de trabajo. Yo admito que fue el orgullo que me llevó a querer dejar claro que estos perros pesados no son mi creación. No podía forzarlos a cambiar de nombre, así que cambió el nombre de mis perros.”
[
2
]
```

## Características
El idealizador de la raza, así como el propio estándar oficial, define a los perros como amables, amigables, confiables, alertas, determinados y valientes, pero sin agresividad excesiva. Muy fuertes y con bastante energía, sin embargo, pueden presentar agresividad contra perros de su mismo sexo.

## Galería

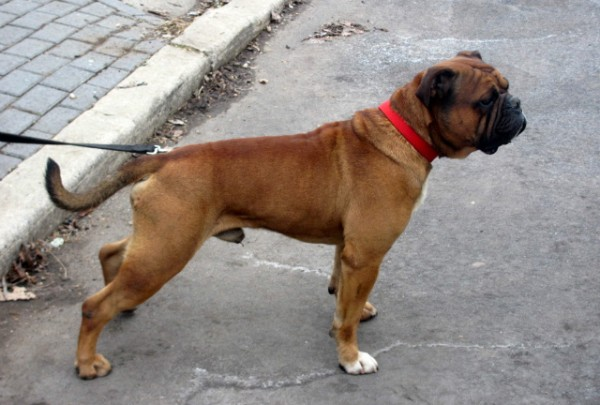
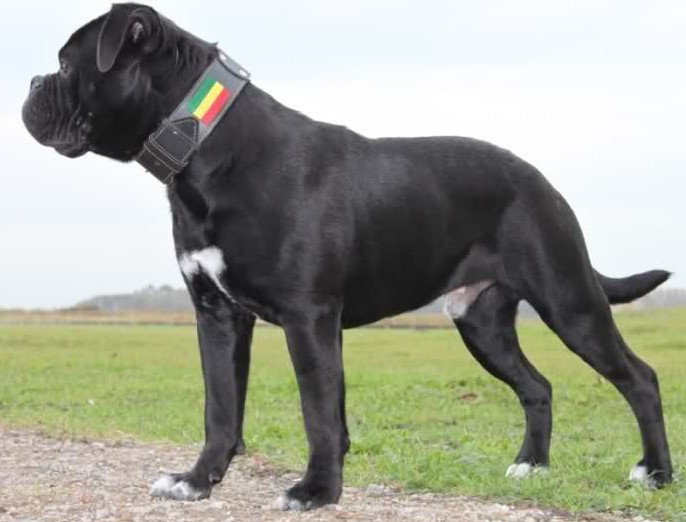
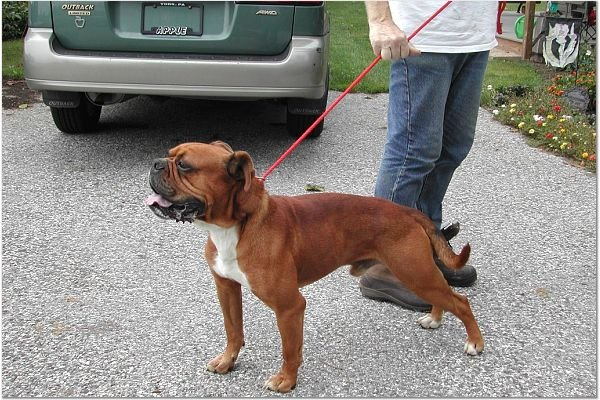
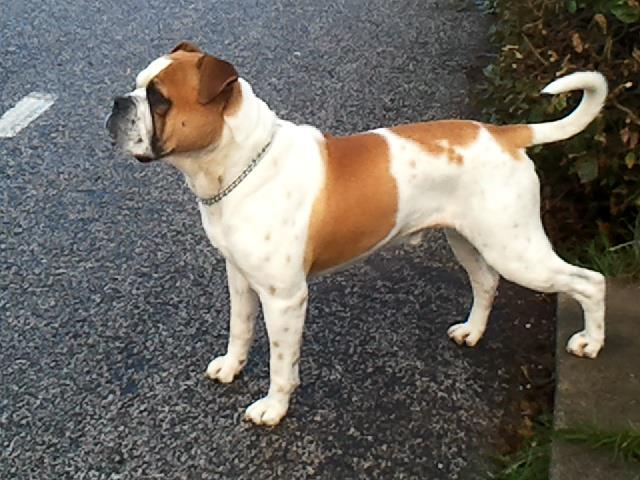
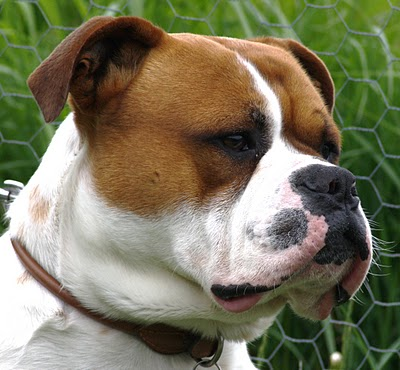
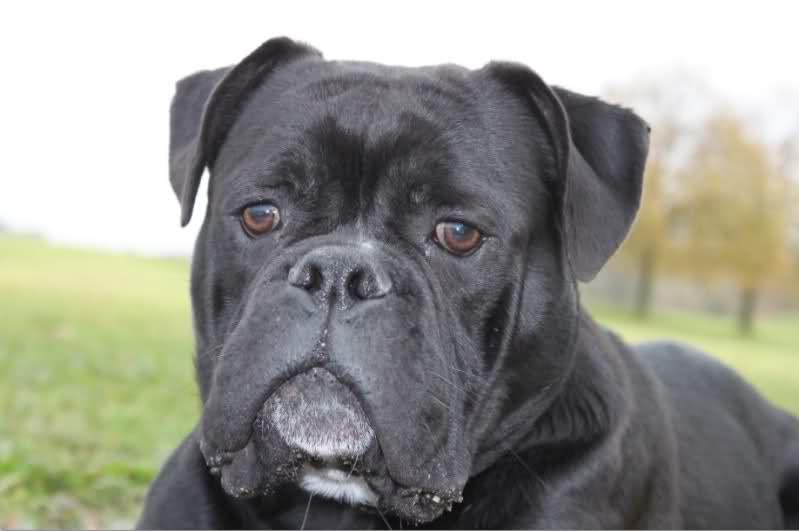
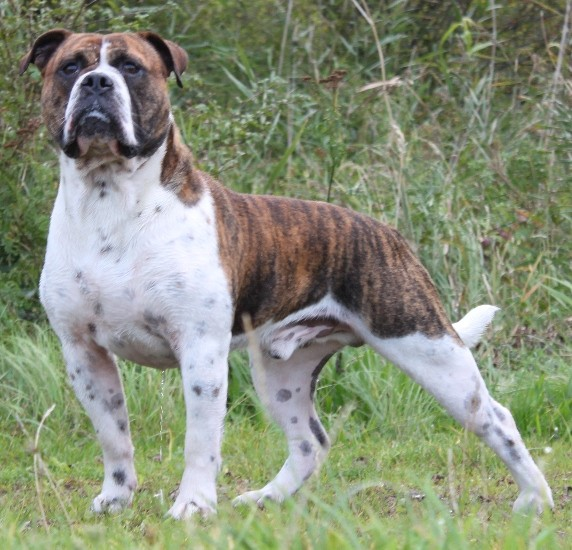
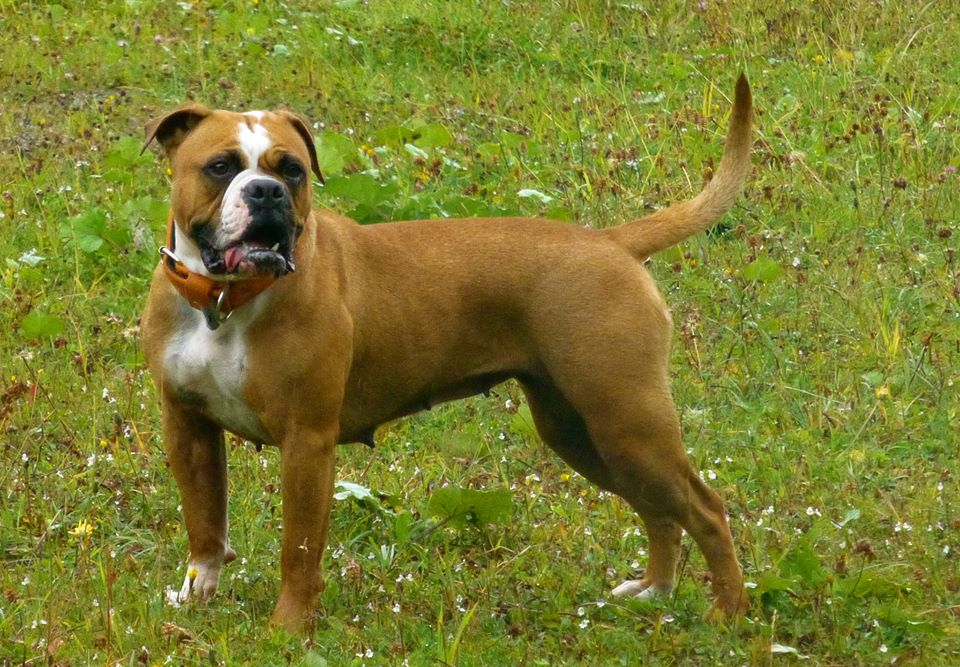